# Tiếng gầm

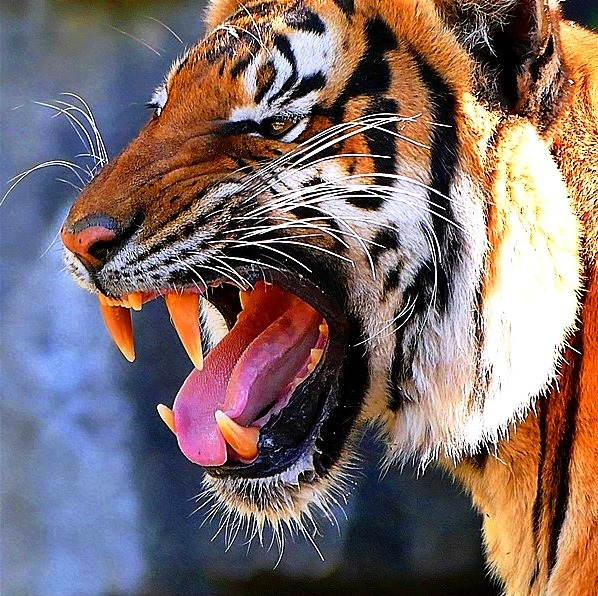
Một con hổ đang gầm

Tiếng gầm hay còn gọi là gầm rống (Roar) là một âm thanh lớn, có chiều sâu, bùng phát ra bên ngoài thông qua cái miệng hở của một số loài động vật. Chỉ có bốn loài mèo lớn (hổ, sư tử, báo đốm và báo hoa mai) được cho là có tiếng gầm. Khả năng tiếng gầm đến từ một thanh quản có cấu tạo chuyên biệt và đặc biệt thích nghi. Cả hai giới tính của "mèo lớn" đều gầm thét (gầm rống, gầm rú) vì các lý do khác nhau, bao gồm cả việc công bố chủ quyền lãnh thổ, thông tin liên lạc với các thành viên khác, và tức giận, cuồng nộ (thay vì rống chúng cũng có thể phát ra tiếng gầm gừ với âm thanh trầm khàn hơn). Ngoài ra, tiếng gầm của một con sư tử hay con hổ được sử dụng trong quá trình tìm kiếm và cạnh tranh cho một người bạn đời.

## Các loài
Tiếng gầm của sư tử được coi là một trong những tiếng động lớn nhất mà động vật trên Trái Đất có thể tạo ra. Nó ồn ào tới mức ai cũng có thể nghe được từ cách xa 5 dặm (khoảng 8 km). Sự ồn ào này không hề liên quan tới dung lượng phổi, phổi to hay không thì vẫn có thể gầm to được. Mấu chốt nguyên nhân sư tử có thể tạo ra tiếng gầm to tới vậy là do nó có một bộ dây thanh quản khá lạ lùng, có thể cho phép chúng phát ra tiếng gầm to và khỏe tới vậy. Phần thanh quản của sư tử còn bao gồm cả hai màng được bao phủ bởi một lớp mỡ mỏng khiến cho âm thanh khi phát ra từ sư tử được khuếch đại một cách tự nhiên thêm nhiều lần (đóng vai trò như một chiếc loa).
Hổ cũng biết đến là có tiếng gầm lớn sau sư tử, chúng có thể gầm to lên đến 3 km (1.9 mi) và đôi khi được phát ra ba hoặc bốn lần liên tiếp với những âm thanh nghe như tiếng cà-uồm hay à-uồm vang động cả núi rừng. Tiếng gầm của một con hổ, nếu hết công suất, có thể làm vỡ kính của những chiếc xe tốt nhất. Chúng thường gầm khi tìm kiếm bạn tình hoặc chuẩn bị một cuộc tấn công chết chóc. Phim và các chương trình truyền hình thường mô tả rằng mỗi khi đe dọa ai đó hay động vật khác, những con hổ sẽ gầm thét. Thực tế, rất hiếm khi người ta nghe thấy tiếng hổ gầm, khi săn mồi chúng còn nhẹ nhàng hơn cả mèo. Những con hổ chỉ gầm thét khi muốn nói chuyện với những con hổ khác ở xa.
Khi hổ đang "chung" (giao phối) ở rừng, thì trong vòng bán kính 30 cây số không bao giờ có một bóng thú rừng vì tiếng gầm của nó làm cho muôn loài phải khiếp hãi trốn tránh. Từng có câu chuyện về 12 con khỉ 'vỡ tim' mà chết vì hổ gầm, Sở Lâm nghiệp bang Uttar Pradesh ở Ấn Độ đã rất bất ngờ khi tìm thấy thi thể của 12 con khỉ đột tử cùng lúc tại một khu rừng trong huyện Lakhimpur Kheri, một nhóm bác sĩ thú y đã tiến hành khám nghiệm tử thi và khẳng định kết quả cho thấy tất cả 12 con khỉ chết là do bị nhồi máu cơ tim sau khi nghe tiếng một con hổ gầm lớn. Dân làng địa phương cho hay hổ thường xuất hiện ở khu vực và họ đã nghe tiếng gầm lúc 12 con khỉ chết. Tuy nhiên, một số chuyên gia động vật hoang dã tỏ ra không tin tưởng kết luận này và cho rằng 12 con khỉ chết có thể do nhiễm trùng.